# Рожеве (Олександрійський район)
Роже́ве — село в Україні, у Приютівській селищній громаді Олександрійського району Кіровоградської області. Населення становить 66 осіб.

## Населення
Згідно з переписом УРСР 1989 року чисельність наявного населення села становила 106 осіб, з яких 55 чоловіків та 51 жінка.
За переписом населення України 2001 року в селі мешкало 66 осіб. 100 % населення вказало своєю рідною мовою українську мову.